# Chicho Sibilio
Pour les articles homonymes, voir Sibilio.
Cándido Antonio Sibilio Hughes, dit Chicho Sibilio, né le 3 octobre 1958 à San Cristóbal en République dominicaine et mort le 10 août 2019 à San Gregorio de Nigua (République dominicaine), est un joueur et entraîneur dominicain naturalisé espagnol de basket-ball. Il évolue durant sa carrière au poste d'ailier.

## Biographie
Sibilio est né et a grandi en République dominicaine. Il a grandi en participant à des compétitions d'équipes de jeunes dans les sports de baseball et de basket-ball. En février 1976, à l'âge de 17 ans, il s'installe en Espagne, dont il acquiert la nationalité un an plus tard, le 16 juin 1977. Il acquiert la nationalité espagnole environ un an plus tard, le 16 juin 1977. Avec l'équipe de jeunes du Barca, il remporte le Championnat du monde des écoles de l'ISF en 1977.
Au cours de sa carrière professionnelle, Sibilio a joué avec le club espagnol de Barcelone, de 1976 à 1989. Avec le FC Barcelone, il a remporté cinq fois la Primera División espagnole et le championnat ACB espagnol, en 1981, 1983, 1987, 1988 et 1989, ainsi que huit Coupes d'Espagne (1978, 1979, 1980, 1981, 1982, 1983, 1987 et 1988) et la Supercoupe d'Espagne en 1987.
Avec Barcelone, dans les compétitions internationales de clubs, il a remporté le championnat de la Coupe d'Europe des vainqueurs de coupe FIBA de niveau 2, lors des saisons 1984-85 et 1985-86, et le championnat de la Coupe FIBA Korać de niveau 3, lors de la saison 1986-87. Il a également remporté la Supercoupe d'Europe en 1986 et l'édition 1985 de la Coupe du monde des clubs de la FIBA. Il n'a jamais été en mesure de remporter la compétition de clubs la plus importante d'Europe, l'EuroLeague, mais il a participé à la finale de l'EuroLeague lors de la saison 1983-84 et au Final Four de l'EuroLeague en 1989.
Sibilio a également joué avec le club espagnol Tau Vitoria, avant de prendre sa retraite et de mettre un terme à sa carrière de joueur de club à la fin de la saison 1992-93 de la Ligue espagnole.

## Palmarès
- Finaliste du championnat d'Europe 1983
- Champion d'Espagne 1981, 1983, 1987, 1988, 1989
- Vainqueur de la coupe du Roi 1978, 1979, 1980, 1981, 1982, 1983, 1987, 1988
- Vainqueur de la Coupe Korać 1987